# 劉輔
劉 輔（りゅう ほ、? - 84年）は、後漢の皇族。沛献王。

## 経歴
光武帝と郭聖通のあいだの次男として生まれた。39年（建武15年）、右翊公に封じられた。41年（建武17年）、母の郭皇后が廃位されて中山太后となると、劉輔は徙封されて中山王となり、合わせて常山郡を食邑とした。44年（建武20年）、沛王に徙封された。
ときに劉輔は更始帝の子である寿光侯劉鯉を賓客としていた。劉鯉は劉盆子が更始帝を殺害したとして恨んでおり、報復のために劉盆子の兄であるもと式侯劉恭を殺害した。劉輔はこの事件に連座して獄に下されたが、3日後に釈放された。この事件の後、諸王の賓客の多くが処罰された。52年（建武28年）、劉輔は沛国に下向した。
57年（建武中元2年）、劉輔の子の劉宝が沛侯に封じられた。58年（永平元年）、劉宝の弟の劉嘉が僮侯となった。
84年（元和元年）6月辛酉、劉輔は死去した。子の劉定が後を嗣いだ。

## 人物
劉輔は誇り高く、決まりごとに厳しい性格であった。読書を好み、『京氏易』・『孝経』・『論語』や図讖を解説するのを得意とした。『五経論』を作り、当時に『沛王通論』と呼ばれた。沛国では態度を慎んで節度を守り、終始一貫していたため、賢王と称された。明帝に敬い重んじられて、たびたび賞賜を加えられた。

## 子女
- 沛侯劉宝
- 僮侯劉嘉
- 沛釐王劉定（後嗣）

85年（元和2年）、劉定の弟12人が郷侯となった。

## 伝記資料
- 『後漢書』巻42 列伝第32